# 6. арондисман Париза
6. арондисман Париза Париски је арондисман који се налази на левој обали реке Сене. Други назив за 6. ароднисман је Луксембуршки кварт.

## Историја
Прве стамбене изградње су из римског доба, али се област проширила према југу тек почетком 19. века. Садашње границе 6. арондисмана су установљене 1860. године, према закону од 16. јуна 1859. године, који је довео до нове поделе Париза на двадесет арондисмана. Четврт обухвата већи део некадашњег 11. арондисмана и мали део 10. арондисмана.

## Географија
6. арондисман се налази на левој обали Сене. Граничи са 7. арондисманом на западу, на северу са 1. арондисманом, на истоку са 5. арондисманом и на југу са 14. и 15. арондисманом. 
У овом ароднисману се налази познати парк Луксембург. Иако у овој четврти има мање универзитетских установа него 5. ароднисман, велики престижни факултети и академије као што су академија ликовних уметности, позориште „Одеон” и Француски институт.

## Административне поделе
Сваки арондисман у Паризу је подељен на четири кварта, који су везано за поделу на арондисмане, нумерисани бројевима од 1 до 80. Арондисман се дели на четири градске четврти:
- Quartier de la Monnaie (21)
- Quartier de l'Odéon (22)
- Quartier Notre-Dame-des-Champs (23)
- Quartier Saint-Germain-des-Prés (24)

## Демографски подаци
| Година | Број становника |
| ------ | --------------- |
| 1866.  | 99.115          |
| 1872.  | 90.288          |
| 1968.  | 70.871          |
| 1975.  | 56.331          |
| 1999.  | 44.919          |
| 2006.  | 45.278          |
| 2017.  | 41.976          |